# Microsechium palmatum
Microsechium palmatum là một loài thực vật có hoa trong họ Cucurbitaceae.
Loài này được Nicolas Charles Seringe mô tả khoa học đầu tiên năm 1828 dưới danh pháp Sechium palmatum theo bản thảo sách Florae Mexicanae của José Mariano Mociño và Martín Sessé y Lacasta. Năm 1881, Célestin Alfred Cogniaux chuyển nó sang chi Microsechium.

## Phân bố
Loài bản địa Costa Rica, Guatemala, Mexico.